# Jacques Millot
Jacques Millot (ur. 9 czerwca 1897, zm. 23 stycznia 1980) – francuski arachnolog, anatom, ichtiolog i etnolog.

## Życiorys
Jacques Millot urodził się w Beauvais. Studiował histologię w Paryżu u Justina Marie Jolly’ego na
Collège de France, otrzymując w 1922 roku tytuł doktora medycyny. W 1931 został profesorem antropologii fizjologicznej, a w 1943 otrzymał posadę anatoma porównawczego w Muzeum Historii Naturalnej w Paryżu, którą utrzymał do 1960. Następnie pracował jako profesor etnologii na tymże muzeum oraz jako dyrektor Musée de l’Homme (lata 1960–1967).
W 1947 mianowano go dyrektorem Institut scientifique de Madagasgar, a w następnych latach prezydentem Académie malgache. Był członkiem, a w 1943 także prezydentem Société zoologique de France. Ponadto był członkiem Société de biologie, Société racinienne, członkiem i prezydentem Académie des sciences d'Outre-Mer, a w latach 1963–1980 członkiem sekcji zoologicznej Académie des sciences.
Otrzymał tytuł doktora honoris causa w University of Johannesburg i University of Perth.

## Badania
Jacques Millot najlepiej znany jest z badań z zakresu anatomii i histofizjologii pajęczaków, w tym gruczołów przędnych pająków z rodzaju Scytodes. Opisał także segmentację ciała u szczękoczułkowców oraz prowadził badania z zakresu systematyki wielu rodzin pająków, w tym: Sicariidae, nasosznikowatych, ukośnikowatych i skakunowatych.
W 1952 brał udział w projekcie mającym na celu odnalezienie latimerii w wodach okolic Komorów. Rybę tą uważano za wymarłą od milionów lat do czasu jej odkrycia w 1938. We wrześniu udało się schwytać jej okaz w pobliżu portu Mutsamudu na wyspach Anjouan, a w 1954 odłowiono kolejnych pięć okazów. Millot opublikował w 1958 pracę poświęconą anatomii ryby zatytułowaną Anatomie de Latimeria chalumnae.
Millot opisał wspólnie z Lucienem Berlandem wiele nowych gatunków pająków oraz dwa nowe rodzaje: Afraflacilla i Bacelarella. Na jego cześć liczne gatunki noszą epitet milloti jak np. Paracontias milloti Angel, 1949 i Platypelis milloti Guibé, 1950.